# Friedrich Arenhövel
Friedrich Arenhövel (* 14. Februar 1886 in Bergedorf; † 16. April 1954 in Sellin) war ein deutscher Schriftsteller und unter den Nationalsozialisten Rundfunkintendant.

## Leben
Arenhövel war Leiter der Fachgruppe Literatur im Kampfbund für deutsche Kultur. Der Kinder- und Jugendliteratur-Historiker Hermann Leopold Köster führte 1932 in der Zeitschrift Die Jugendschriften-Warte Arenhövel neben anderen deutschen und nichtdeutschen Autoren als repräsentativ an, wobei er dennoch in der Folgezeit vom Kinder- und Jugendliteraturmarkt verschwand.
Am 23. April 1933 wurde er auf Betreiben dieser Organisation in den von den Nazis gleichgeschalteten PEN-Club aufgenommen. Im Oktober 1933 unterschrieb er zusammen mit weiteren 87 Schriftstellern, unter anderem auch Gottfried Benn, das Gelöbnis treuester Gefolgschaft für Adolf Hitler.
Arenhövel war Mitarbeiter der NSDAP-Zeitung Völkischer Beobachter und der von Joseph Goebbels gegründeten und herausgegebenen „Gauzeitung“ der Berliner NSDAP Der Angriff. Auf Goebbels’ Anordnung wurde der bislang glücklose Romanschriftsteller Arenhövel im April 1933 zunächst kommissarischer Leiter, ab 19. September 1933 Intendant des ältesten deutschen Radiosenders, der Funk-Stunde Berlin. Es hielt ihn nur ein Jahr auf dem Posten. Er wurde am 1. März 1934 entlassen; offiziell hieß es, er habe sich freistellen lassen, um sich der schriftstellerischen Arbeit widmen zu können. Sein Nachfolger als Intendant des Berliner Senders wurde Walther Beumelburg von der Süddeutschen Rundfunk A.G.

### Jochen Klepper über Arenhövel als Intendant
Als Arenhövel Intendant des Rundfunks in Berlin war, zählte zu den vielseitigsten Mitarbeitern der Journalist und Liedkomponist Jochen Klepper. Kleppers Tätigkeiten bei dem Sender reichten vom „LvD“ (Leiter vom Dienst) bis zum Hörspielregisseur. Er schrieb über die Begegnungen mit Arenhövel in sein Tagebuch:
20. April 1933. Der neue Intendant ist nun an der Arbeit.
25. April. Drei Stunden vor Beginn der Sendung lief die Denunziation beim Intendanten ein: Ich sei SPD-Mitglied. Hätte selbst die Äußerung getan: einer der ersten, der gehen müßte, wäre ich. Jüdische Familie. – Die Denunziation so wirksam wie möglich: nämlich über den Reichsverband der nationalsozialistischen Rundfunkhörer.
26. Mai. Nun ist das Damoklesschwert der Denunziation vorüber. Der Intendant Arenhövel weiß, daß ich Sozialdemokrat war und eine jüdische Frau habe. – Seine Antwort: Nahe Freunde von ihm wären auch religiöse Sozialisten; das störe ihn gar nicht. Meine Ehe sei meine Sache. Aber um ihrerwillen muß nun mein Vertrag hinausgeschoben werden, und mein Name darf nur selten in den Programmen auftauchen.
1. Juni. Zum Intendanten Arenhövel bestellt, da nun auch noch eine Anfrage des Propagandaministeriums direkt eingelaufen ist, diesmal mit folgenden „Anklagen“: Jüdische Familie, Redaktionsmitglied des „Vorwärts“. Ich habe nun eine Denkschrift einzureichen. Arenhövel, der sehr freundlich war, sagte mir: „Die Entscheidung liegt ausschließlich beim Propagandaministerium. Von mir aus werde ich Sie als einen Mann herausstreichen, auf dessen Mitarbeit wir Wert legen.“
5. Juni. Ich werde im Funk von Braun und Arenhövel mühevoll durchgehalten.
7. Juni. Als ich in den Funk kam, wurde ich zum Intendanten bestellt, der mir kurz mitteilte, daß ich „bis zur endgültigen Regelung meiner Angelegenheit“ sofort die Arbeit einstellen und den Funk verlassen müsse.

## Publikationen
- Bazillus Napoleonis, Roman, 1919
- Kilian und Wenzeslaus. Abenteuer im Ameisenreich, Erzählung, 1926
- Hie Kuno Stichling! Tierabenteuer zu Wasser und zu Lande, Erzählung, 1929
- Explosion, Kurzgeschichte, 1933
- Der Habicht und das Mädchen, Roman, 1934
- Werkmeister Ohle, Drama, 1934
- Die Ehe, Drama, 1934
- Bräutigam im Labyrinth, Roman, Ullstein, Berlin, 1935
- Das zweite Leben der Maria Höft, Roman, Lemmer, Berlin, 1944